# Skardstinden
Skarstinden est un sommet du massif de Galdhøpiggen, dans le Jotunheimen, en Norvège. Il culmine à 2 374 m d'altitude, ce qui en fait le cinquième plus haut du pays.